# Біль за грудиною
Біль за груди́ною — один із основних симптомів захворювань органів грудної клітки, особливо серця. Є ознакою як коронарогенних хвороб серця (інфаркт міокарда, стенокардія тощо), так й некоронарогенних (міокардит, перикардит тощо). Зустрічається також при плевритах, пневмоніях, які перебігають з плевритами, медіастеніті, грипі тощо.

## Джерело
- Braunwald's Heart Disease: A Textbook of Cardiovascular Medicine, 7th ed., (October 20, 2004) Saunders ISBN 0-7216-0479-X

| симптом | Це незавершена стаття про симптом хвороби. Ви можете допомогти проєкту, виправивши або дописавши її. |